# Сурдулица
Сурдулица је градско насеље у Србији и седиште истоимене општине у Пчињском управном округу. Према попису из 2022. било је 9.242 становника. Налази се у јужној Србији.
Сурдулица датира још од 1530. године. Турци су у њој живели до 1888. године. Налази се на надморској висини од 475 метара. Смештена је у котлини окружена планинама: Чемерник, Варденик и Кукавица. Пут који вијуга између планина Чемерник и Варденик стиже се на Власинско језеро које је на надморској висини од 1230 метара. Кроз Сурдулицу протичу две реке и то Врла и Романовска река.

## Историја

### Праисторија
Локација Сурдулице у праисторијско доба налазила се на подручју данашњег градског насеља (градска периферија покрај фудбалског игралишта). У доба антике Сурдулица мења своју локацију, заузимајући подножје Варденика. Локација Сурдулице као сеоског насеља у средњовековно феудално доба, знатно је пространија од оне претходног периода. Она се налазила на простору који је заузимала и у новом веку.

### Први писани трагови
Први писани траг о Сурдулици оставио је путописац Бенедикт Курипешић 1530. године. У средњем веку Сурдулица је била у саставу српске средњовековне државе којом су владали Немањићи. Цесар Угљеша држао је Сурдулицу од 1402. до 1423. године. У средњовековној Србији у време турске владавине Сурдулица је рударско село, пошто су у близини били рудници гвожђа.
Најстарији помен планине Чемерник налазимо у делу Константина Филозофа, Живот Стефана Лазаревића, где помиње велику планину Чемерник којом је прошао са војском Султан Муса 1412. године у походу на Ново Брдо.
Врло детаљан приказ Сурдулице и околине, донедавно неоправдано сматран првим писаним трагом о Сурдулици оставио нам је Бенедикт Курипешић, аустријски тумач латинског језика у царској делегацији која је по налогу цара Фердинанда аустријског путовала у Цариград да закључи мир или макар примирје са Султаном Сулејманом и на тај начин покуша да отклони опасност од турског освајања Беча. Делегација је 22. августа 1530. кренула је на путовање из Љубљане преко Сарајева, Новог Пазара, Звечана, Приштине, Новог Брда, Врања, Сурдулице, Чемерника, Стрезимировца, Софије стигла до Цариграда. Вративши се 9. фебруара 1531,
Бенедикт Курипешић је са тог путовања објавио путопис у коме помиње Сурдулицу на следећи начин: »У уторак, 27. септембра, кренусмо из Катуна према Врању, тврђави и вароши која лежи с леве стране. Затим пређосмо Мораву па испод високог брда што је лежало на десној страни дођосмо у Сурдулицу (Сурдулитза) и ту преноћисмо.
У среду, 28 септембра, кренусмо из Сурдулице па после сат хода, преко врло високе, дуге, велике планине Чемерник (Цзинерницк), преко које смо путовали пуних 6 сати, сиђосмо у долину и дођосмо у село које је лежало на левој страни пута и звало се Стрезимировци и ту преноћисмо«.
Насеље или село Сурдулица помиње се, врло детаљно, у врло занимљивом контексту као село у саставу Дервен Кола. Наиме, године 1842, Врањски пашалук је постао Кајмакамлук, а нахија Виногош (наслеђена од средњовековне Србије у границама бивше жупе Иногоште) преименована у Виногош Кол који је подељен на два дела (величине среза): Дервен Кол и Виногош Кол. Граница између два Кола ишла је Јужном Моравом. Колови нису имали своја седишта као и раније Нахије, нису имали ни органе власти јер је сва власт била сконцентрисана у Кајмакамлуку у Врању. Овај текст наводи на помисао да би се дубљом анализом и озбиљнијим истраживачким радом могла и потврдити хипотеза господина Сандета Трајковића да је Сурдулица била средиште жупе Иногоште (Виногош).

### Под влашћу Арнаута у Османском царству
У другој половини 18 и 19 веку све до ослобођења 1878. године власт у Сурдулици и околини била је у рукама новодосељених Арнаута чије је седиште било у селу Масурици и Доњем Романовцу одакле је и чувени Сулејман-бег трајно забележен кроз истоимени чочек који чувени сурдулички трубачи и данас често изводе.
Уочи историјски преломне 1877-1878. године у јужним крајевима Србије испољава се јаче родољубље и нестрпљиво очекује слобода са севера. Све је то одјекнуло у усменим стиховима, који су певани не само у овчарским колибама и воденицама већ и на црквеним славама и саборима.
У доба турске владавине, крајем XVIII и у XIX веку, Сурдулица је имала четири махалска стратума:
- Српски насеобински стратум налазио се на месту где се раван Масуричке котлине и плавина додирују с планинским ободом Варденика.
- Турски махалски насеобински стратум заузимао је нешто нижи положај од српског, гранајући се с обе стране реке Врле ка масуричкој котлини, као и данашњу кутинску (купинска) махалу (данашња Француска улица).
- Албански насеобински стратум налазио се у подножју планинског обода Варденика и припадао је растуреном или разбацаном махалском типу.
- Последњи је Ромски насеобински стратум, који се налазио на ставама планинског подножја Варденика и плавине.

### У саставу Србије
Овакав положај Сурдулица је имала све до ослобођења од Турака 1877. године, када је из основа изменила своју насеобинску слику досељавањем бројног српског становништва, а расељавањем турског и албанског становништва.
Та слика се поготово мења кад Сурдулица од сеоског насеља постаје варошица и седиште среза Масуричког у саставу врањског округа. За време турске владавине становништво је било измешано, од Срба и Арнаута. Арнаути су се по ослобођењу одмах махом одселили. У Сурдулици је 1882. године било 33 насељеничке куће Срба, поред неколико преосталих арнаутских. Куће су ту као и у другим околним местима "сашорене".
Рат за ослобођење југоисточне Србије (Пирота, Ниша, Прокупља, Лесковца, Сурдулице, Врања, Бујановца и Пчиње) почео је 3. децембра 1877. године. Српске јединице после битке за Грделицу, пробиле су се по снежним наносима преко Лебета и Мачкатице помогнуте добровољцима и устаницима из овог краја, и већ 23. јануара ослободиле Сурдулицу и приближиле се главном циљу рата, Врању. Чувени вођа устанка био је прота Тома Михајловић са Власине.
У Сурдулици је у 19. веку постојала основна школа. До првог српско-турског рата ту је радила турска мушка школа. Српска мушка троразредна школа је почела рад 1879. године, и тада је у њу пошло 43 ђака. Постављен је 1882. године за учитељског приправника Стојан Пешић. Учитељ Алекса Ђорђевић је 1887. године био управитељ школе у Сурдулици. Био је месни учитељ 1889. године Коста Вељковић. Године 1896. учитељ је био Младен Т. Николић.
Указом Краља од 13. јула 1886. године насеље је добило статус варошице.
Народ одушевљен ослобођењем, у великом броју поново насељава Сурдулицу откупљујући куће и имања од Турака и Арнаута који одлазе. Сурдулица бива проглашена варошицом 1878. године, а 1894. године долази у посету Сурдулици и околини краљ Србије Александар Обреновић. Тада је одушевљени народ на улазу у варош био поставио славолук са великим натписом »Добро дошао мили господару, веселе се Иногоштани стари«.
Јован Хаџи Васиљевић истиче да је ова поновна појава историјског имена Иногоште за Сурдулицу употребљена по наговору Нишког епископа Нестора али и због још увек живе легенде овог народа о постојању старе средњовековне Српске жупе и града Иногоште на овим просторима.
У Врањском округу је 1890. године се налазио Масурички срез. По попису од 31. децембра 1890. године у Сурдулици је било 170 кућа са 961 душом. Године 1901. Сурдулица је постала по административној подели седиште Масуричког среза. А саму општину Сурдуличку чинили су тада Сурдулица и Топли до.

### Четничка акција у Македонији и на Косову и Метохији
Силно родољубље подстакнуто успешним ратом од 1878. године и очајничким вапајем српског становништва из старе Србије (Македоније) и са Косова које је и даље трпело зулуме ага и бегова утицало је да велики број младића, интелектуалаца, официра и државних чиновника одушевљено учествује од 1903. године, под руководством чувеног Извршног одбора Српске четничке акције из Врања које предводи официр и песник Жика Рафајловић, у дуго оспораваној од коминтерне и њених експонената, али више него оправданој, родољубивој и јуначкој акцији Српских четника у Македонији и на Косову и Метохији која је као просветна и ослободилачка, интензивно трајала од 1903. до 1912. Многи Сурдуличани подстакнути жељом да ослободе српски историјски и културни простор, који се 500 година налазио под влашћу Османског царства, прелазе границу код Буштрања и као припадници српских чета ослобађају и штите српски народ од турског зулума и све израженије бугаризације коју од Берлинског конгреса спроводи Бугарска егзархијска црква и Македонско-Едренски комитет, односно ВМРО. Међу најпознатијим Сурдуличанима комитама је Милан Чекватинац који је још као дечак од 16 година отишао у чету и четовао све до 1918. године. Идеолог српске четничке акције у Сурдулици био је Петар Ристић учитељ.

### Балкански ратови и Први светски рат
У ратовима од 1912-1913. и 1915. подручје Сурдулице и Власине поприште је великих и одсудних битака за одбрану Србије од »бугарског удара у леђа«. Чувени Власински одред под командом пуковника Михајла Плазине успешно је заштитио бок српске војске спречио бугарску армију да заокружи српску војску на Косову и омогућио јој безбедно повлачење преко Албаније о чему сведоче многа војничка гробља на Власини.
Током Првог светског рата Сурдулица је постала чувена као «Сурдулица српска костурница« због невиђеног масакра цивилног становништва, родољуба и интелектуалаца Србије од стране Бугара. У Сурдулици је тада зверски убијено око 20.000 највиђенијих Срба.
Краљ Александар Карађорђевић и српска влада подигли су 1924. године у Сурдулици спомен гимназију и костурницу капелу да сведоче о тим догађајима.
1943. године костурницу су срушили бугарски окупатори а кости расули у долинама Врле и Романовске реке. Костурница је обновљена током 2009. године, али на старом Сурдуличком гробљу постоји мали споменик » Сурдуличким мученицима «, који је подигла Општина 1998. године.

### Двадесети век
У Сурдулици је 27. септембра 1922. године од Више основне школе постала, четвороразредна Нижа реална гимназија. Касније се јављају и Реална гимназија и Грађанска школа у месту.
Још 1923. године Сурдуличани Баинци су подигли прву хидроцентралу па је Сурдулица ушла у ред првих електрифицираних места у Србији.
У том периоду у Сурдулици се подиже чувени Санаторијум за опоравак ратника из Првог светског рата и лечење туберкулозе. Ова надалеко чувена болница која се по квалитету, у оно време, такмичила са Давосом у Швајцарској, све захваљујући сјајном тиму лекара предвођених господином Мишом Петковићем, није била само здравствена већ и важна културна институција. Велики је број српских уметника који су се ту лежали и остављали своје уметничке трагове на »атмосферу«, стање свести или културу самог града (»Кад су цветале тикве«, Драгослав Михаиловић). У то време Сурдулица је имала два изграђена базена за купање, бројне спортске терене, између осталог за тенис и одбојку, отворени биоскоп који је могао да се гледа из аутомобила...
Године 1937. у Сурдулици се као и сваке године одржавао тродневни Преображенски робно-сточни вашар. Ту је било више добрих хотела за смештај посетилаца. Имала је Сурдулица пошту, телеграф и телефон, а жељезничка пруга се налазила на удаљености од 10 километара. Био је добро развијен аутомобилски путнички саобраћај. Крајем те године отворена је школска поликлиника.
Народ овога краја у Другом светском рату активно учествује у борби против бугарских и других окупатора и даје свој допринос победи над фашизмом. На том дугачком, крвавом и борбеном путу оставило је своје младе животе 218 синова и кћери Сурдулице, а стотине страдалих од фашистичких окупатора далеко су бројније и тужније, јер прелазе у хиљаде. Такође треба напоменути да је Сурдулица изнедрила у тим ратним и тешким годинама најбоље јунаке и синове а међу њима заслужено место припада народном хероју Томи Ивановићу иначе познатом као Пера Мачкатовац

### НАТО бомбардовање
Нажалост, свој ружни епитет » Српска костурница », Сурдулица поново добија 1999. године, на прагу 21. века, за време агресије 19 НАТО држава на нашу земљу. У готово свакодневном разарању града и околине у коме је, страдало око 700 зграда укључујући ту и болницу » Санаторијум «, градски водовод, школу Ј. Ј. Змај... погинуло је 35 људи.

### Модерно доба
Данас је Сурдулица обновљена и поново је леп, чист и модеран град и општина са развијеном привредом, путном мрежом, електро, водоводном и канализационом мрежом, развијеним школством, здравством и бројним институцијама од интереса за грађане.

## Географија
Сурдулица је кроз своју историју израсла у леп, модеран град са око 9.000 становника и око 5.000 запослених у општини.
Град Сурдулица се налази у источном делу Масуричке котлине, с обе стране реке Врле (дуга 27 km), десне притоке Јужне Мораве. Град је на месту где Врла излази из Варденичке клисуре и потом тече кроз Масуричку котлину. Ту Врла прима с леве стране притоку, Романовску реку. Сурдулица је подигнута с обе стране ове две реке и на плавини, што јој даје живописан изглед, а реке омогућавају модеран урбанистички развој.

## Индустрија
Већ у првој послератној години 1946. Сурдулица се ужурбано опоравља. Образује се срез масурички, обнавља оно мало предратне привреде, занатство и трговина. Посебна пажња ипак, поклања се обнављању и развоју пољопривреде и сточарства у равничарским и у планинским селима подручја. Крајем прве послератне године почеће први радови на изградњи ХЕ »Власина«, а са њима и интензиван продор новог живота у самом граду и његовој околини. Управо су године изградње великог електроенергетског система препородиле читав крај, јер се његове потребе и уз њега развијају и најјачи данашњи сурдулички колективи и капацитети: «Мачкатица«, »Зидар«, »Кнауф инсулатион«, Пекара, Застава »Пети Септембар«, »Промет-сервис«, Ј. П.»Водовод«, Фабрика воде »Роса«, »Симпо-Стил« и у задње време велики број приватних, малих предузећа.

## Здравство
Примарну здравствену заштиту у општини пружа Дом здравља са амбулантама у готово свим већим селима и на Власини, Клисури и Божици. У Сурдулици постоји Општа болница са свим потребним одељењима а и специјална болница за лечење туберкулозе, Санаторијум. Овде се налази Здравствени центар Сурдулица.

## Школство
Основним образовањем и васпитањем на подручју СО Сурдулица било је обухваћено 2673 ученика од првог до осмог разреда у 127 одељења у 7 основних школа. У основном образовању стална је тенденција унапређивања облика и садржаја васпитно образованог рада, побољшавања материјалне основе рада, а све у отежаним условима обезбеђивања финансијских средстава у чему општина има велику подршку Европске уније. У области основног образовања, остаје и надаље веома изражена тенденција опадања броја ученика у сеоском подручју као последица одумирања села што представља проблем Србије где општина очекује одговарајућу економску политику државе.
У области дечје заштите у Сурдулици постоје два веома функционална обданишта, капацитета 252 деце у једној смени.
Поред васпитних група у граду, постоје објекти за полудневни боравак у селима: Јелашници, Сувојници, Биновцу, Масурици, Алакинцу и Белом Пољу. Ове године донацијом Немачке владе изграђена је зграда ромског образовног центра у којој ће се одвијати програми помоћи ромској и осталој деци у образовању.
У Сурдулици постоје 3 средње школе: гимназија, пољопривредно шумарска и средња техничка школа што омогућава потпун образовни обухват ђака. Однедавно у Сурдулици је почео са радом и приватни факултет „МЕГА ТРЕНД“, истина са скромним капацитетима, али самим постојањем пружа могућност мештанима и околним општинама лакше студирање. Такође је иницијална каписла, јер постоје индиције за отварање других факултета на територији општине Сурдулице. За то постоје техничке могућности, воља локалне самоуправе и становништва. Предузимање таквог корака за Сурдулицу се јављају могућности развијања не само града, већ и локалне индустрије, туризма, повећање стандарда становништва и оно што је тренутно горећи проблем малих градова, спречавање осипања становништва.

## Култура
На подручју општине културни садржаји и активности одвијају се преко културног центра у чијем је делокругу приказивање филмова, аматерске активности, естрада и остали садржаји и градске библиотеке »Радоје Домановић« која се осим библиотечком делатношћу бави издаваштвом, организацијом књижевних вечери, трибина, мултимедијалним пројектима и образовањем маргинализованих, угрожених и рањивих група.

## Православне цркве
На територији општине Сурдулица постоји укупно 11 православних храмова, али и много места које народ зове црквинама, црквишта, где налазимо остатке, најчешће темеље старих порушених (за време Турака) цркава и капела а које се и дан данас изузетно поштују од народа.
1. Клисура храм Св. Тројице, изграђен 1878. год.
2. Власина храм Св. Пророка Илије из 18 века.
3. Јелашница храм Рођења Свете Богородице, изграђен 1892. год.
4. Мачкатица храм Св. Јована Крститеља из 19 века.
5. Сувојница храм Св. Тројице.
6. Сурдулица храм Св. вел. Георгија, изграђен 1895. год.
7. Храм Св. Пантелејмона из 19 века изграђен на темељима манастира Св. Роман.

Изнад села Кострошевци, у долини Паљске реке, налази се манастир Паља, посвећен Св. Богородици, чија старост није утврђена, али се сматра да га је подигао византијски цар Роман Диоген у 11 веку и да је служио као скит (успутна станица, одмориште) између Рилског манастира и Св. Прохора Пчињског, које је изградио исти ктитор.

## Демографија
У насељу Сурдулица живи 8476 пунолетних становника, а просечна старост становништва износи 37,2 година (36,4 код мушкараца и 37,9 код жена). У насељу има 3239 домаћинстава, а просечан број чланова по домаћинству је 3,36.
Ово насеље је углавном насељено Србима (према попису из 2002. године), а у последња три пописа, примећен је пад у броју становника.
|             |            | \| Демографија[14] \| Демографија[14] \| Демографија[14] \| \| Година \| Становника \| Становника \| \| --------------- \| --------------- \| --------------- \| \| 1948. \| 2.971 \| \| \| 1953. \| 4.032 \| \| \| 1961. \| 4.769 \| \| \| 1971. \| 6.493 \| \| \| 1981. \| 9.538 \| \| \| 1991. \| 11.357 \| 11.172 \| \| 2002. \| 10.914 \| 11.989 \| \| 2011. \| 10.888 \| \| \| 2022. \| 9.242 \| \| |
| Демографија |            | |
| Година      | Становника | Становника |
| 1948.       | 2.971      | |
| 1953.       | 4.032      | |
| 1961.       | 4.769      | |
| 1971.       | 6.493      | |
| 1981.       | 9.538      | |
| 1991.       | 11.357     | 11.172 |
| 2002.       | 10.914     | 11.989 |
| 2011.       | 10.888     | |
| 2022.       | 9.242      | |

| Етнички састав према попису из 2002.‍ | Етнички састав према попису из 2002.‍ | Етнички састав према попису из 2002.‍ | Етнички састав према попису из 2002.‍ | Етнички састав према попису из 2002.‍ |
| ------------------------------------ | ------------------------------------ | ------------------------------------ | ------------------------------------ | ------------------------------------ |
|                                      |                                      |                                      |                                      |                                      |
| Срби                                 | Срби                                 |                                      | 8.108                                | 83,45%                               |
| Роми                                 | Роми                                 |                                      | 2.176                                | 10,77%                               |
| Бугари                               | Бугари                               |                                      | 196                                  | 1,79%                                |
| Југословени                          | Југословени                          |                                      | 52                                   | 0,47%                                |
| Црногорци                            | Црногорци                            |                                      | 24                                   | 0,21%                                |
| Македонци                            | Македонци                            |                                      | 23                                   | 0,21%                                |
| Хрвати                               | Хрвати                               |                                      | 7                                    | 0,06%                                |
| Словенци                             | Словенци                             |                                      | 5                                    | 0,04%                                |
| Муслимани                            | Муслимани                            |                                      | 4                                    | 0,03%                                |
| Мађари                               | Мађари                               |                                      | 4                                    | 0,03%                                |
| Бошњаци                              | Бошњаци                              |                                      | 4                                    | 0,03%                                |
| Руси                                 | Руси                                 |                                      | 2                                    | 0,01%                                |
| Украјинци                            | Украјинци                            |                                      | 1                                    | 0,00%                                |
| Словаци                              | Словаци                              |                                      | 1                                    | 0,00%                                |
| Немци                                | Немци                                |                                      | 1                                    | 0,00%                                |
| Албанци                              | Албанци                              |                                      | 1                                    | 0,00%                                |
| непознато                            | непознато                            |                                      | 93                                   | 0,85%                                |

| Година пописа     | 1948. | 1953. | 1961. | 1971. | 1981. | 1991. | 2002. |
| ----------------- | ----- | ----- | ----- | ----- | ----- | ----- | ----- |
| Број домаћинстава | 777   | 1.103 | 1.312 | 1.846 | 2.659 | 3.110 | 3.239 |

| Број чланова      | 1   | 2   | 3   | 4   | 5   | 6   | 7  | 8 | 9 | 10 и више | Просек |
| ----------------- | --- | --- | --- | --- | --- | --- | -- | - | - | --------- | ------ |
| Број домаћинстава | 382 | 692 | 588 | 937 | 363 | 198 | 61 | 8 | 3 | 7         | 3,36   |

| Пол    | Укупно | Неожењен/Неудата | Ожењен/Удата | Удовац/Удовица | Разведен/Разведена | Непознато |
| ------ | ------ | ---------------- | ------------ | -------------- | ------------------ | --------- |
| Мушки  | 4.350  | 1.230            | 2.890        | 157            | 70                 | 3         |
| Женски | 4.641  | 937              | 2.966        | 614            | 123                | 1         |
| УКУПНО | 8.991  | 2.167            | 5.856        | 771            | 193                | 4         |

| Пол    | Укупно                    | Пољопривреда, лов и шумарство | Рибарство                            | Вађење руде и камена | Прерађивачка индустрија       |
| ------ | ------------------------- | ----------------------------- | ------------------------------------ | -------------------- | ----------------------------- |
| Мушки  | 2.001                     | 66                            | 0                                    | 0                    | 511                           |
| Женски | 1.438                     | 23                            | 0                                    | 1                    | 430                           |
| УКУПНО | 3.439                     | 89                            | 0                                    | 1                    | 941                           |
| Пол    | Производња и снабдевање   | Грађевинарство                | Трговина                             | Хотели и ресторани   | Саобраћај, складиштење и везе |
| Мушки  | 196                       | 283                           | 176                                  | 53                   | 69                            |
| Женски | 45                        | 25                            | 247                                  | 41                   | 14                            |
| УКУПНО | 241                       | 308                           | 423                                  | 94                   | 83                            |
| Пол    | Финансијско посредовање   | Некретнине                    | Државна управа и одбрана             | Образовање           | Здравствени и социјални рад   |
| Мушки  | 15                        | 16                            | 270                                  | 83                   | 90                            |
| Женски | 16                        | 11                            | 101                                  | 118                  | 275                           |
| УКУПНО | 31                        | 27                            | 371                                  | 201                  | 365                           |
| Пол    | Остале услужне активности | Приватна домаћинства          | Екстериторијалне организације и тела | Непознато            | Непознато                     |
| Мушки  | 30                        | 0                             | 0                                    | 143                  | 143                           |
| Женски | 26                        | 0                             | 0                                    | 65                   | 65                            |
| УКУПНО | 56                        | 0                             | 0                                    | 208                  | 208                           |